# Mbunda
Le mbunda est une langue bantoue parlée en Angola et en Zambie.

## Écriture
| a | mb | c | nd | e | f | ng | i | j | k | l | m | n | ny |
| ŋ | o  | p | s  | s̱ | t | ṯ  | u | v | w | x | y | ẕ |    |

| a  | c | e | f | i | j | k | l | m | mb | n | nd | ng |
| ñg | o | p | s | t | t̬ | u | v | w | x  | y | z  |    |